# Meineckia fruticans
Meineckia fruticans är en emblikaväxtart som först beskrevs av Ferdinand Albin Pax, och fick sitt nu gällande namn av Grady Linder Webster. Meineckia fruticans ingår i släktet Meineckia och familjen emblikaväxter.

## Underarter
Arten delas in i följande underarter:
- M. f. engleri
- M. f. fruticans